# 5S
Pour les articles homonymes, voir 5S (homonymie).
 (août 2016).
Si vous disposez d'ouvrages ou d'articles de référence ou si vous connaissez des sites web de qualité traitant du thème abordé ici, merci de compléter l'article en donnant les références utiles à sa vérifiabilité et en les liant à la section « Notes et références ».
La méthode des 5 « S » (en anglais the 5S system ou the 5Ss) est une technique de gestion japonaise visant à l'amélioration continue des tâches effectuées dans les entreprises. Élaborée dans le cadre du système de production de Toyota (en anglais Toyota production system ou TPS), elle tire son appellation de la première lettre de chacune de cinq opérations en japonais constituant autant de mots d'ordre ou principes simples : Seiri (整理, ranger), Seiton (整頓, ordre), Seiso (清掃, nettoyage), Seiketsu (清潔, propre), Shitsuke (躾, éducation). Ils ont été traduits par « supprimer l'inutile », « situer les choses », « (faire) scintiller », « standardiser les règles » et « suivre et progresser ».
Nota :
Cette démarche est parfois traduite en français par le mot ORDRE qui signifie Ordonner, Ranger, Dépoussiérer ou Découvrir des anomalies, Rendre évident, Être rigoureux.

## Buts
Chaque S a un objectif propre. Seiri vise à alléger l'espace de travail de ce qui y est inutile, Seiton à l'organiser de façon efficace, Seiso a pour but d'améliorer l'état de propreté des lieux, Seiketsu est destiné à prévenir l'apparition de la saleté et du désordre et Shitsuke va encourager les efforts allant dans ce sens en favorisant l'auto-discipline de chacun.
L'ensemble du système permet par ailleurs d'améliorer les conditions de travail et le moral du personnel (il est plus agréable de travailler dans un lieu propre et bien rangé), de réduire les dépenses en temps et en énergie et les risques d'accidents et/ou sanitaires, d'améliorer la qualité de la production et la gestion de la production.

## Déroulement

### Seiri(supprimer)
Lors de cette étape, il s'agit d'éliminer toute chose qui n'a pas sa place dans l'espace de travail. Quelques règles permettent de prendre les bonnes décisions :
- tout ce qui ne sert pas (ou plus) depuis un an est jeté (ou recyclé si possible) ;
- de ce qui reste, tout ce qui sert moins d'une fois par mois est remisé à l'écart (par exemple, au département des archives, ou au magasin à l'usine) ;
- de ce qui reste, tout ce qui sert moins d'une fois par semaine est remisé à proximité (typiquement dans une armoire au bureau, dans le rangement au poste à l'usine) ;
- de ce qui reste, tout ce qui sert moins d'une fois par jour est au poste de travail ;
- de ce qui reste, tout ce qui sert moins d'une fois par heure est au poste de travail, directement à portée de main ;
- et ce qui sert au moins une fois par heure est directement sur l'opérateur.

Cette hiérarchisation du matériel de travail conduit logiquement à Seiton.

### Seiton(situer)
Cette étape consiste à ranger les différents outils et matériels pour le travail. On peut utiliser des méthodes de management visuel pour la faciliter, mais souvent, le plus simple leitmotiv de Seiton est : « Une place pour chaque chose, et chaque chose à sa place ».
Lors de cette étape, on cherche à aménager l'espace de travail de façon à éviter les pertes de temps et d'énergie.
Les règles de Seiton :
- ranger de façon rationnelle le poste de travail (proximité, objets lourds faciles à prendre ou sur support, …) ;
- définir les règles de rangement ;
- rendre évident le placement des objets ;
- mettre les objets d'utilisation fréquente près de l'opérateur ;
- classer les objets par ordre d'utilisation ;
- standardiser les postes ;
- favoriser le « FIFO » (First in, First out).

### Seiso(faire scintiller)
Une fois l'espace de travail dégagé (Seiri) et rangé (Seiton), il est beaucoup plus facile de le nettoyer. Le non-respect de la propreté peut en effet provoquer des anomalies ou l’immobilisation de machines.
Quelques règles du Seiso :
- décrasser, inspecter, détecter les anomalies ;
- remettre systématiquement en état ;
- faciliter le nettoyage et l'inspection ;
- supprimer l'anomalie à la source.

### Seiketsu(standardiser)
Le système des 5S est effectivement souvent appliqué en opération ponctuelle. Seiketsu rappelle que l'ordre et la propreté sont à maintenir tous les jours.

### Shitsuke(suivre)
Cette étape est celle du contrôle rigoureux de l'application du système 5S. Si celui-ci est appliqué sans la rigueur nécessaire, il perd en effet toute son efficacité. Une vérification fiable des quatre premiers 'S' et le soutien du personnel impliqué sont les moteurs de cette étape.

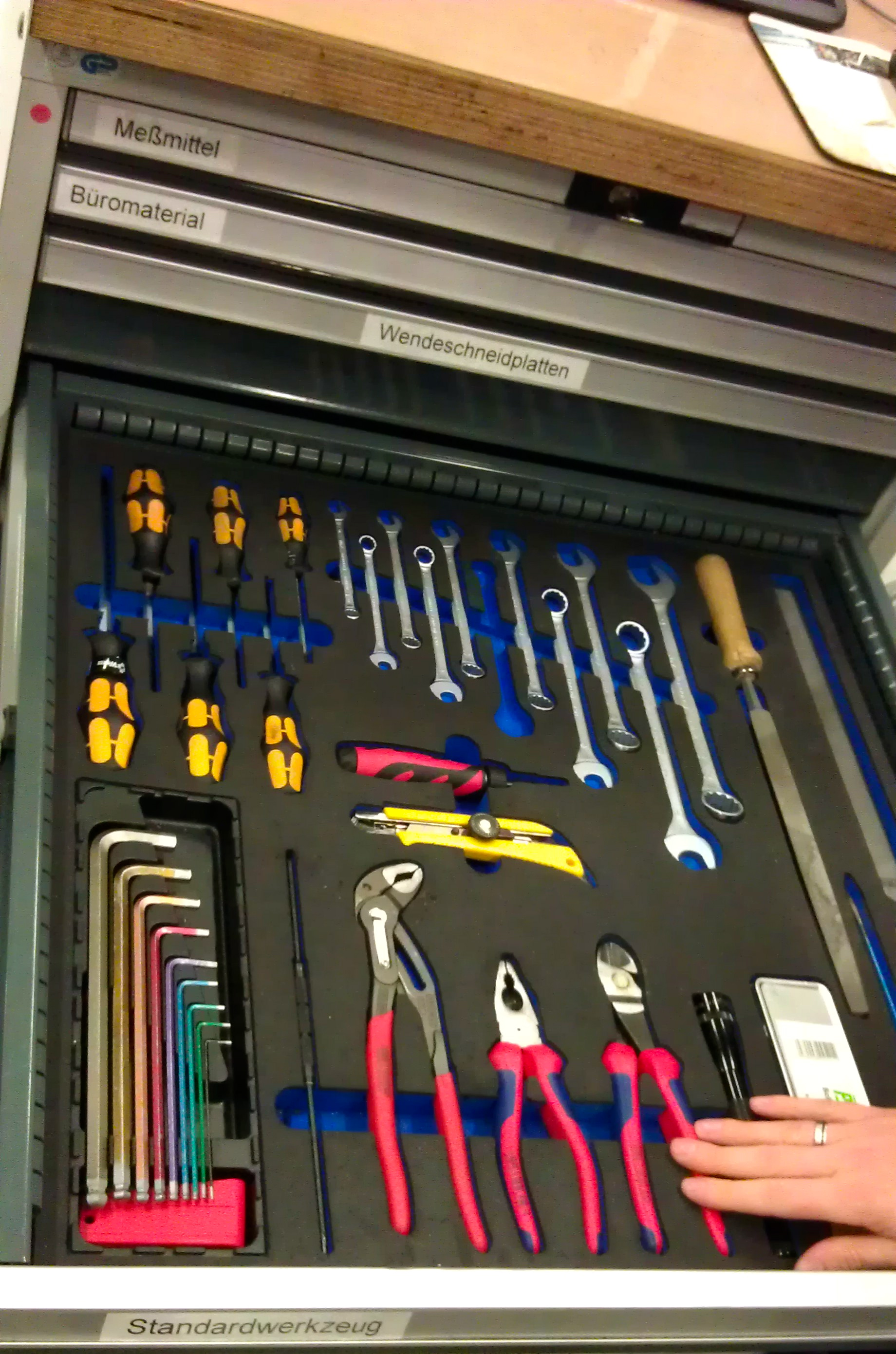
Tiroir à outils dans un lieu de travail organisé selon les 5S
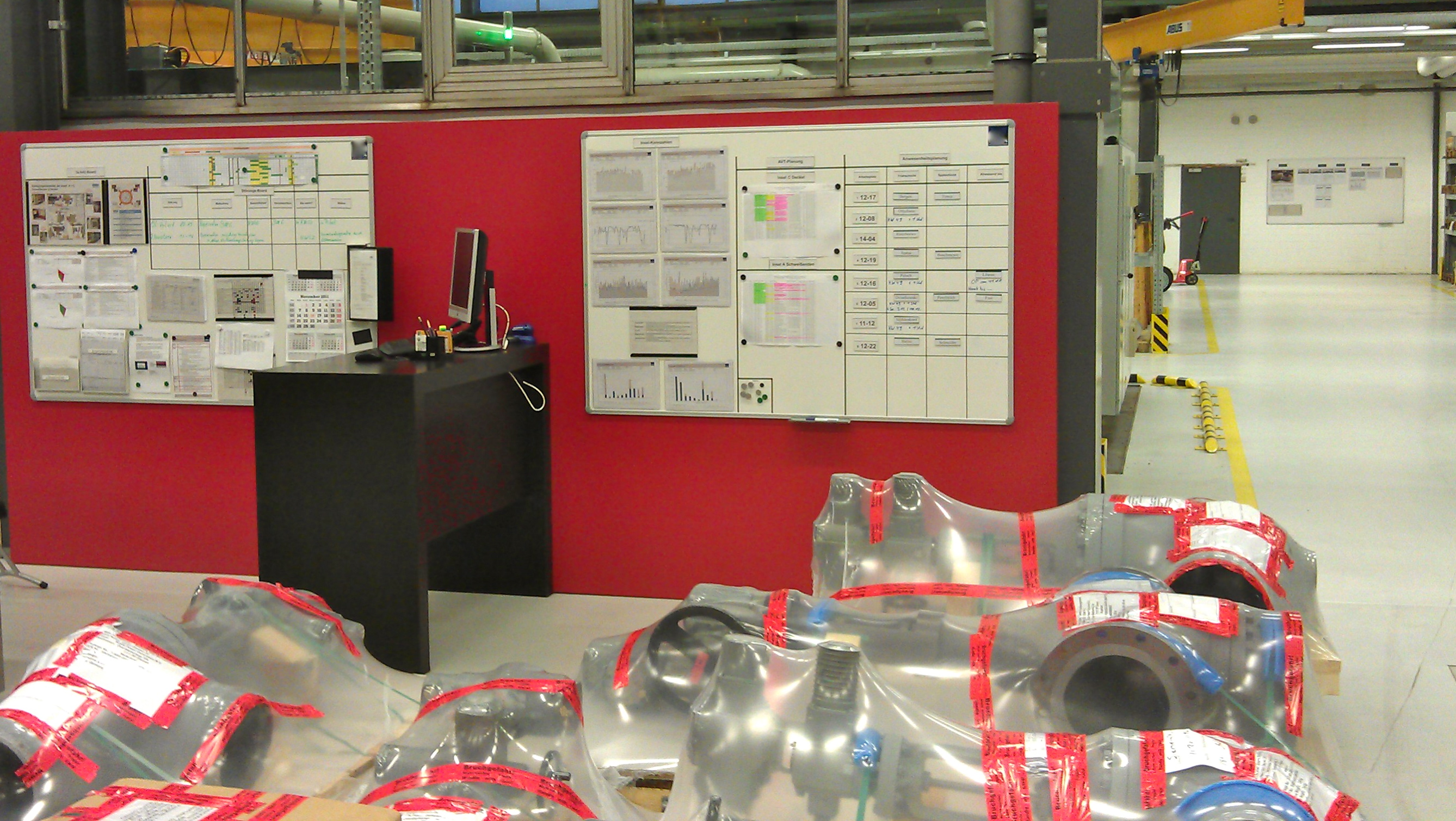
Coin pour les pauses et la coordination dans une usine organisée selon les 5S
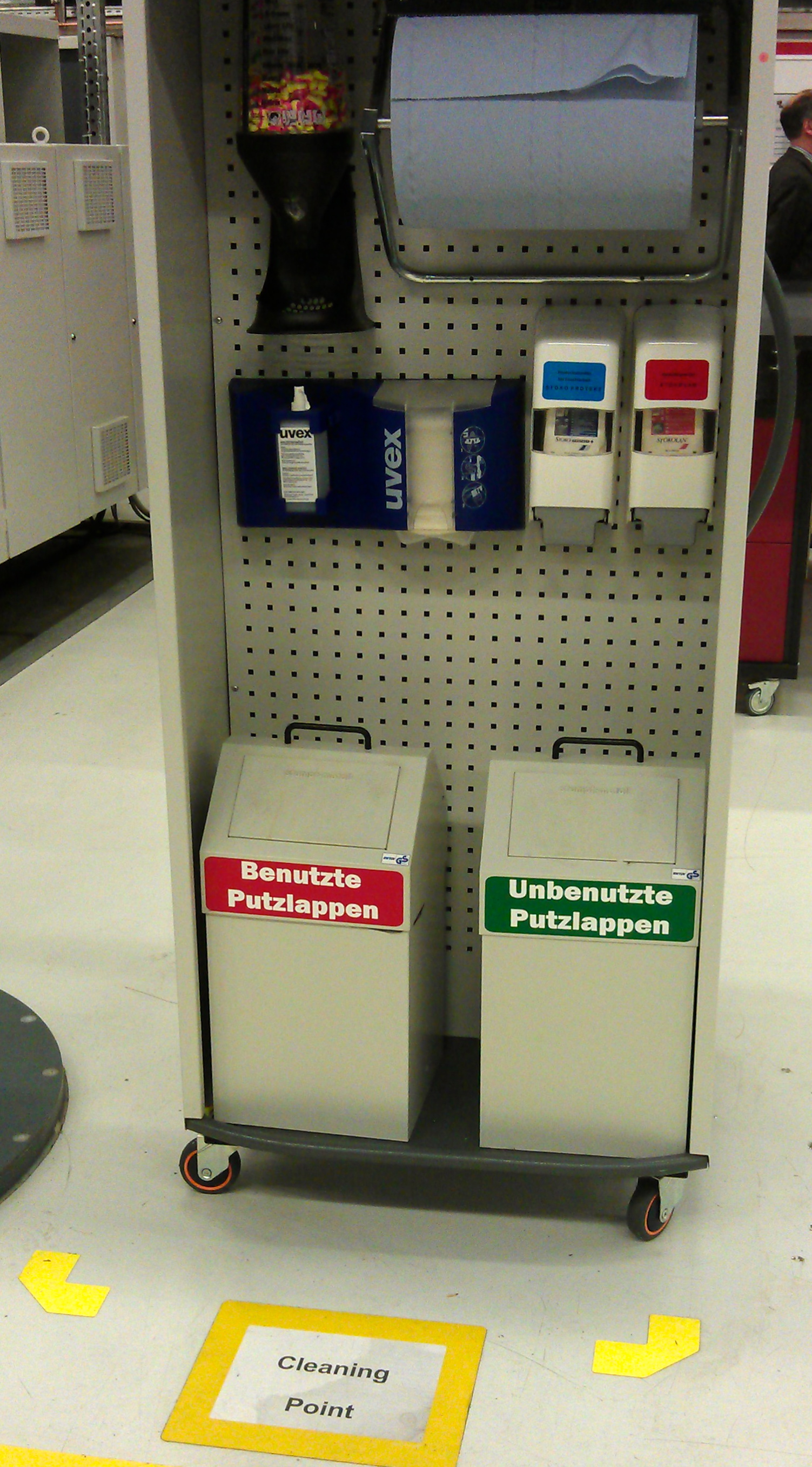
Coin nettoyage dans une usine organisée selon les 5S

## Conséquences
Le résultat se mesure autant en productivité qu’en satisfaction du personnel en regard des efforts qu’ils ont faits pour améliorer les conditions de travail. L'amélioration de la qualité et de l'image de l'entreprise font également partie des bénéfices d'une démarche 5S.